# Cyrestis horishana
Cyrestis horishana är en fjärilsart som beskrevs av Tanaka 1939. Cyrestis horishana ingår i släktet Cyrestis och familjen praktfjärilar. Inga underarter finns listade i Catalogue of Life.